# Fritz Frey (Moderator)

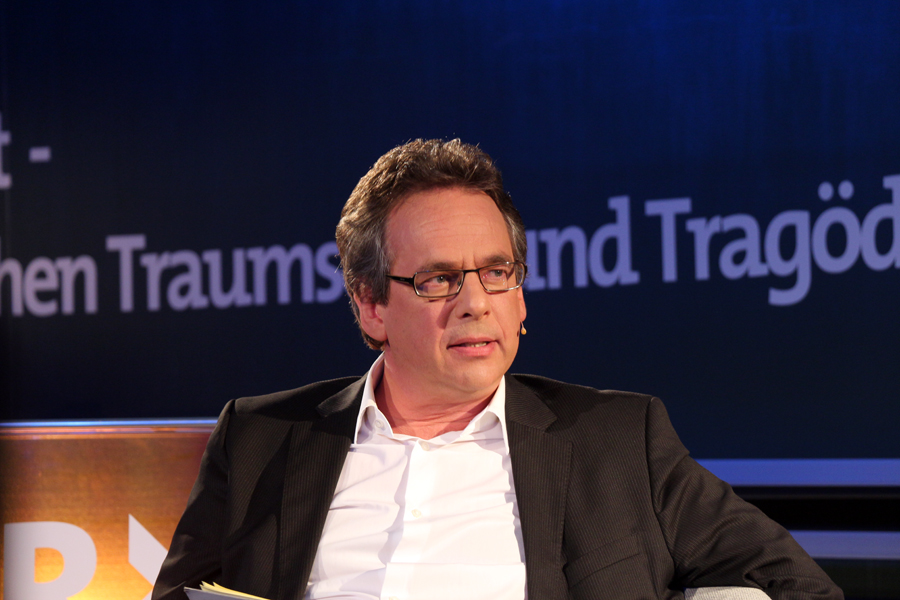
Fritz Frey (2015)

Fritz Frey (* 27. Dezember 1958 in Rüsselsheim) ist ein deutscher Journalist und war als solcher Chefredakteur Fernsehen des Südwestrundfunks sowie Moderator des ARD-Politmagazins Report Mainz.

## Biographie
Nach einem Studium der Germanistik, Kunst und Medienwissenschaft in Heidelberg und Marburg arbeitete Frey in der Zeit von 1990 bis 1993 als Reporter des heute-journals beim ZDF. Im Anschluss war er bis 1996 als Referent des ZDF-Chefredakteurs Klaus Bresser tätig. 1996 wechselte er zum damaligen Südwestfunk (SWF).
Vom 24. März 2003 bis zum 21. November 2023 war er als Nachfolger von Bernhard Nellessen Moderator des Politmagazins Report Mainz.
Am 16. März 2011 moderierte er im SWR Fernsehen das in der Geschichte des Landes Rheinland-Pfalz erste TV-Duell im Vorfeld einer Landtagswahl zwischen Amtsinhaber Kurt Beck (SPD) und Julia Klöckner (CDU). Ebenfalls 2011 kam die Gesprächsreihe SWR UniTalk hinzu.
Frey war bis zu deren Einstellung Mitglied im Rateteam der SWR-Ratesendung Ich trage einen großen Namen.
Ende September 2024 trat er in den Ruhestand. Als Chefredakteurin folgte ihm Franziska Roth nach.